# Policealne Studium Animatorów Kultury „SKiBA” we Wrocławiu

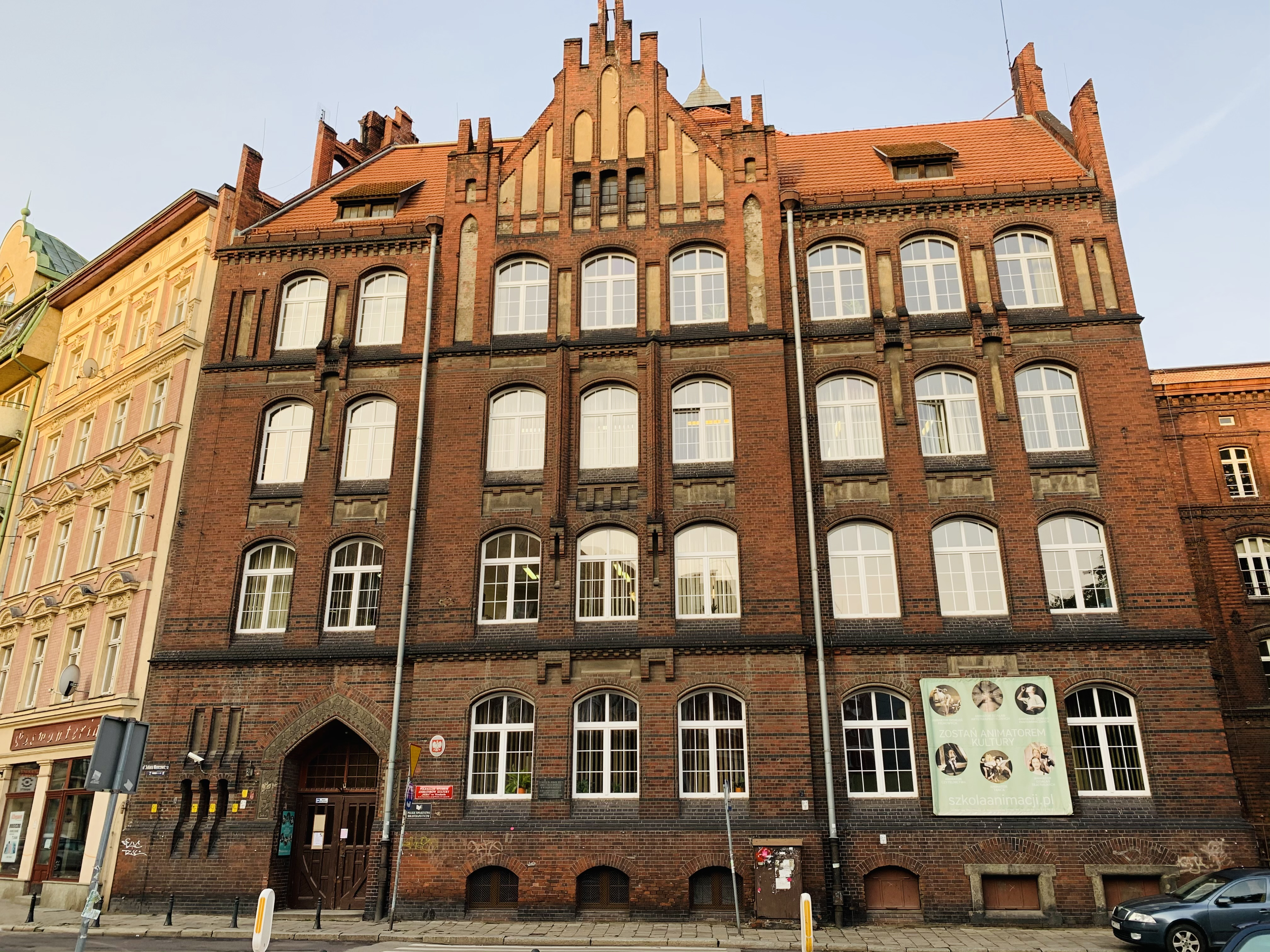

Policealne Studium Animatorów Kultury „SKiBA” we Wrocławiu – dwuletnia państwowa szkoła artystyczna kształcąca w sześciu zawodach: animator działań teatralnych, animator działań filmowych, animator fotografii, animator działań arteterapeutycznych, animator tańca, animator czytelnictwa. Organ zwierzchni szkoły Ministerstwo Kultury i Dziedzictwa Narodowego.
Na podstawie Zarządzenia Ministra Kultury i Dziedzictwa Narodowego, Bartłomieja Sienkiewicza, z dnia 9 maja 2024 r. (Dz.U. MKiDN poz. 56) studium zostało zlikwidowane.

## Historia
26 stycznia 1961 roku z inicjatywy Prezydium Wojewódzkiej Rady Narodowej, Zarządzeniem Ministra Kultury i Sztuki z ważnością od 1 września 1960 roku zostało powołane we Wrocławiu Państwowe Studium Kulturalno-Oświatowe i Bibliotekarskie. Pierwsze tego typu w Polsce, w roku szkolnym 1960/61 funkcjonowało jako jednowydziałowe, bibliotekarskie, od 1962 roku dwuwydziałowe.
Wrocławskie Studium było pionierską propozycją kształcenia kadr dla kultury, w oparciu o którą zaczęto tworzyć kolejne jednostki na uczelniach wyższych: Międzywydziałowe Studium Kulturalno-Oświatowe na Uniwersytecie Wrocławskim (1965 r.), z którego w 1972 r. wyrosło kulturoznawstwo, specjalizacja kulturalno-oświatowa na studiach pedagogicznych. Śladem Studium wrocławskiego, wzorując się na jego rozwiązaniach, Ministerstwo Kultury i Sztuki powołało: Studia w Ciechanowie (1970 r.), w Opolu (1971 r.), w Krośnie (1971 r.) i w Kaliszu (1979 r.).

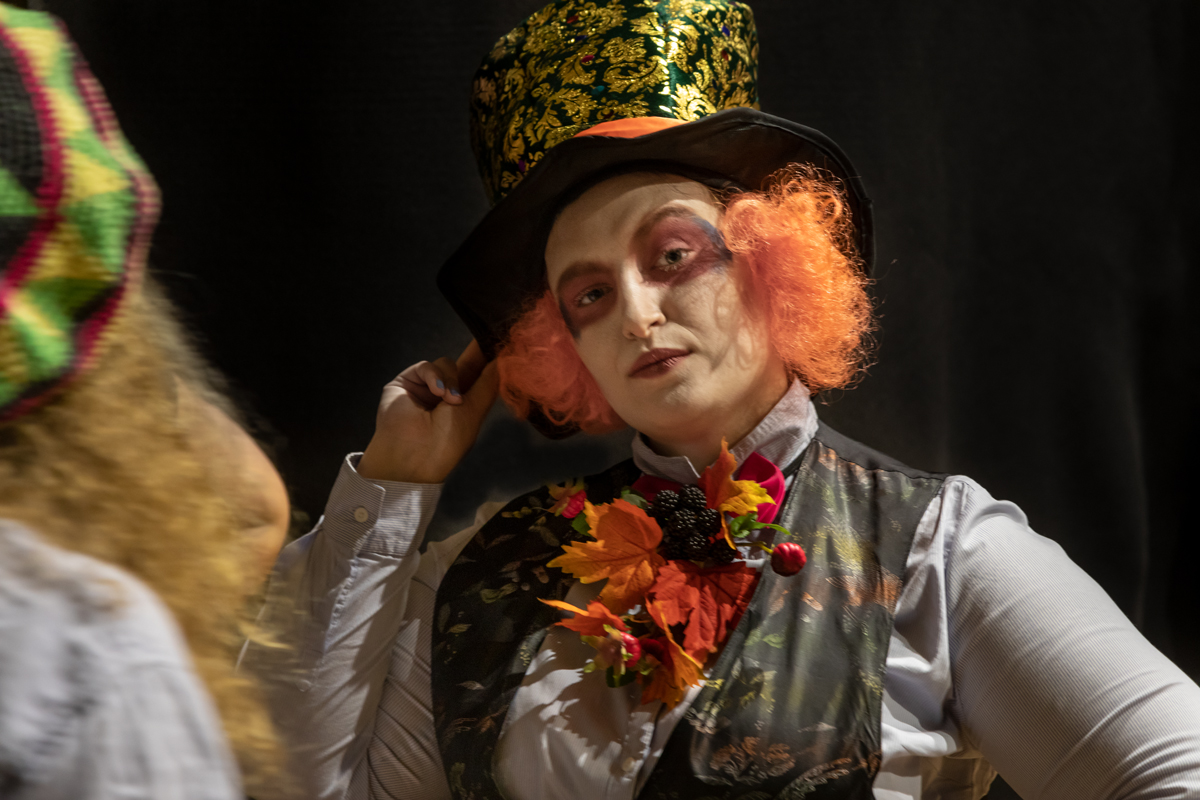

Do roku 1994 szkoła funkcjonowała pod nazwą Państwowe Studium Kulturalno-Oświatowe i Bibliotekarskie. Od 1 września 1994 roku w wyniku zmian legislacyjnych i programowych przyjęła nazwę Państwowe Pomaturalne Studium Kształcenia Animatorów Kultury i Bibliotekarzy (PPSKAKiB) we Wrocławiu, a od 7 marca 1994 roku uchwałą Rady Pedagogicznej – Państwowe Pomaturalne Studium Kształcenia Animatorów Kultury i Bibliotekarzy „SKiBA”. W 2017 r. w wyniku zmian legislacyjnych został utworzony Zespół Szkół Animatorów Kultury we Wrocławiu, w skład którego wchodziło Państwowe Pomaturalne Studium Kształcenia Animatorów Kultury i Bibliotekarzy „SKiBA” oraz nowo powołane Policealne Studium Animatorów Kultury „SKiBA” we Wrocławiu. Z dniem 31 sierpnia 2018 r. zarządzeniem Ministra Kultury i Dziedzictwa Narodowego rozwiązano obydwa ośrodki kształcenia, a w ich miejsce utworzono Policealne Studium Animatorów Kultury „SKiBA” we Wrocławiu”.
W latach 1960–1990 Studium podlegało Ministerstwu Kultury i Sztuki, w 1991 roku Kuratorium Oświaty i Wychowania we Wrocławiu, od 1 stycznia 1992 roku – Ministerstwu Kultury i Sztuki. Obecnie Studium mieści się w systemie szkolnictwa artystycznego i podlega Departamentowi Szkolnictwa Artystycznego Ministerstwa Kultury i Dziedzictwa Narodowego.

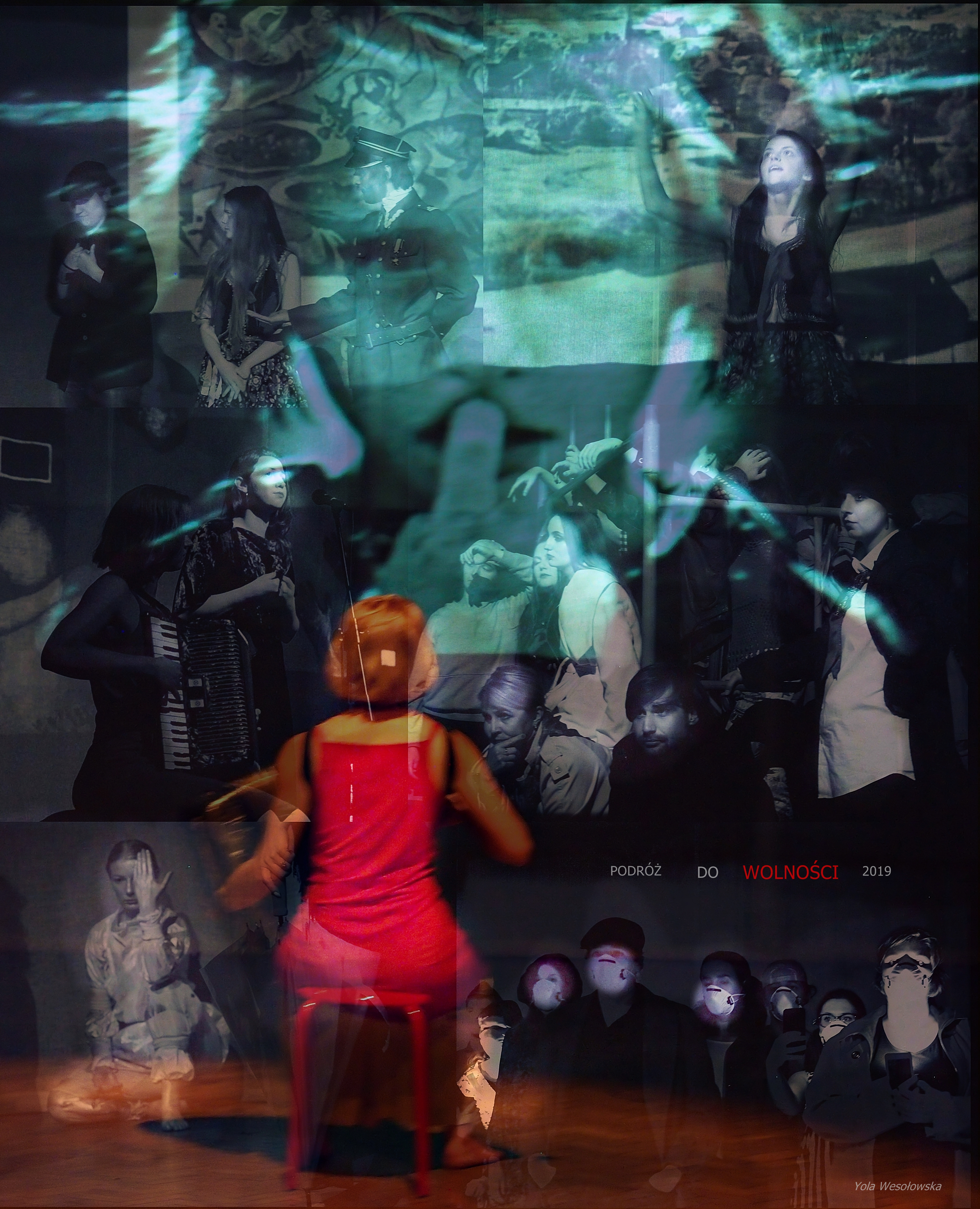

Ogólny zarys organizacyjny i cel kształcenia od ponad 60 lat jest niezmienny. Szkoła działa w trybie dwuletnim i jest artystyczną szkołą zawodową przygotowującą średni personel instytucji kulturalnych. Obok studiów dziennych, od 1973 roku uruchomione zostały studia zaoczne. W latach 1976–1980 działał w Legnicy Wydział Zaoczny, przeznaczony dla słuchaczy zamiejscowych. Przedmioty nauczania realizuje się uwzględniając przyszłą specyfikę pracy słuchaczy. Oprócz przedmiotów ściśle zawodowych realizuje się szeroki wachlarz zagadnień społecznych i kulturalnych, stanowiących podbudowę wykształcenia fachowego, zgodnie z założeniem, że pracownicy sektora animacji kultury winni posiadać znajomość praw życia społecznego oraz rozumieć procesy historyczne i przeobrażenia ideowe dokonujące się w społeczeństwie polskim.

## Siedziby szkoły
Do roku 1964 Wydział Bibliotekarski mieścił się przy Bibliotece Głównej Wyższej Szkoły Ekonomicznej, a Wydział Kulturalno-Oświatowy w pomieszczeniach Wojewódzkiego Domu Kultury. W roku 1972 Studium zostało przeniesione do pomieszczeń Szkoły Podstawowej nr 1 przy ul. Nowowiejskiej we Wrocławiu, a następnie do budynku Przedszkola nr 77 przy ul. J. U. Niemcewicza 4.
Od roku 2002 Studium ma swoją siedzibę w zabytkowym budynku przy ul. J.U. Niemcewicza 2, we Wrocławiu, którego projektantem był Richard Adolf Odo Plüddemann (1846 – 1910) – miejski radca budowlany we Wrocławiu w latach 1885–1908. Zbudowano go w latach 1898–1901 na prywatnej posesji. Jest typowym przykładem ówczesnych, pruskich konstrukcji przeznaczonych na cele publiczne. Dominują w nim cechy neogotyku, szczególnie urozmaicony, wysoki dach i forma elewacji. Założono tu ewangelicką szkołę średnią dla dziewcząt, znaną jako „Katharinen Schule”, od imienia Katarzyny Luter von Bora. Po II wojnie światowej mieściły się tutaj kolejno następujące instytucje: Pierwszy posterunek MO we Wrocławiu, Szkoła Podstawowa NR 39, Miejskie Archiwum Oświatowe, NSZZ „Solidarność” Śródmieście, Ośrodek Adopcyjno-Opiekuńczy, Międzyszkolny Ośrodek Sportowy, Poradnia Pedagogiczno-Psychologiczna, Dzielnicowy Wydział Wrocław Śródmieście, Związek Nauczycielstwa Polskiego, Miejski Ośrodek Pomocy Społecznej.

## Dawne kierunki kształcenia
Do roku 2018 Studium kształciło na dwóch wydziałach w następujących specjalizacjach:

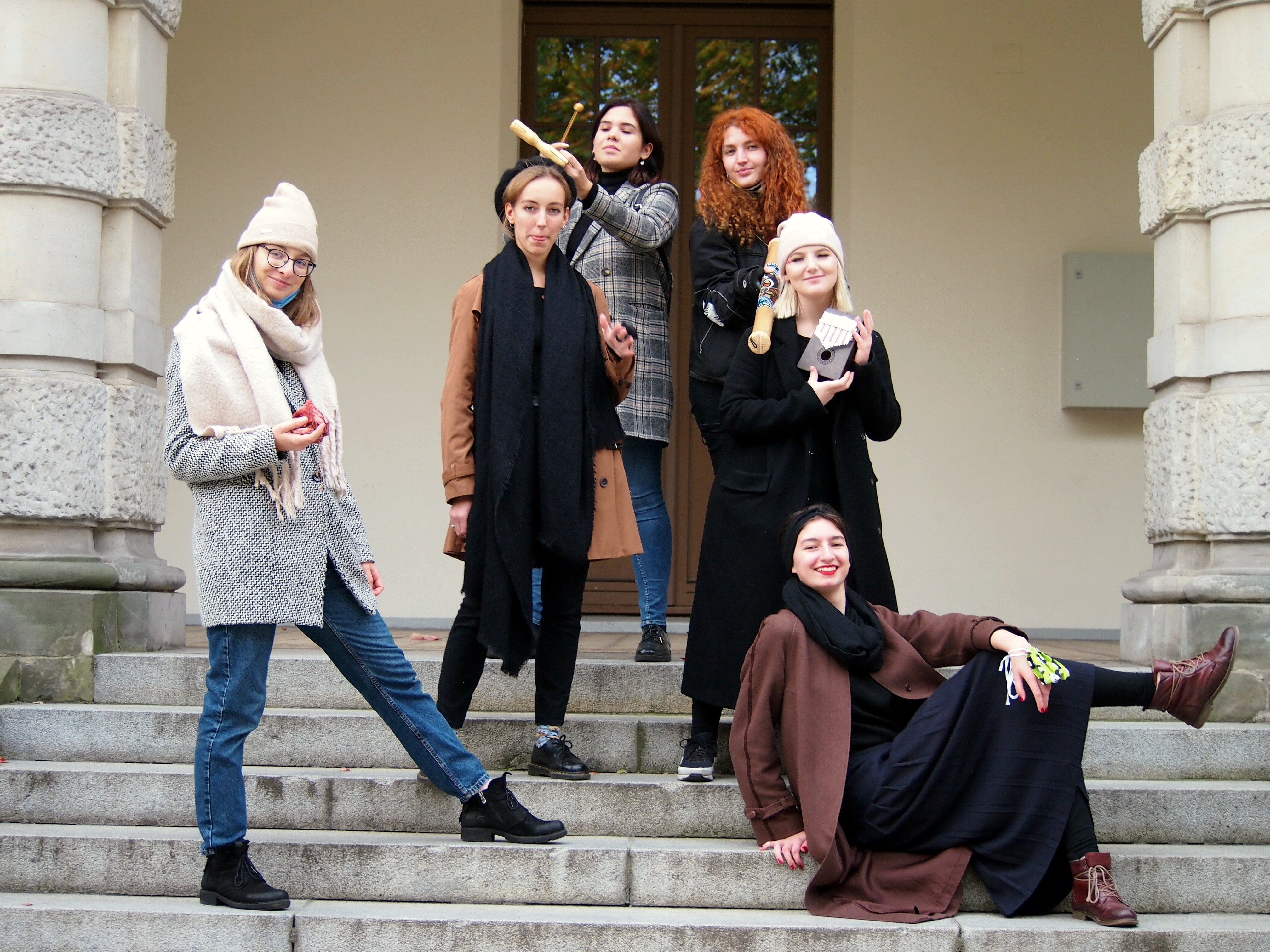

### Wydział Animatorów Kultury
- Specjalizacja teatralna – od 1975 r.
- Specjalizacja turystyczna – od 1978 r.
- Specjalizacja taneczna– od 1985 r.
- Specjalizacja filmowa – od 1994 r.
- Animacja społeczności lokalnych – od 1996 r.
- Specjalizacja arteterapeutyczna – 1997 r.
- Specjalizacja pantomimiczna – od 2009 r.

### Wydział Bibliotekarski
- Specjalizacja bibliotekarska – od 1960 r.
- Specjalizacja biblioterapeutyczna – od 1985 r[8].

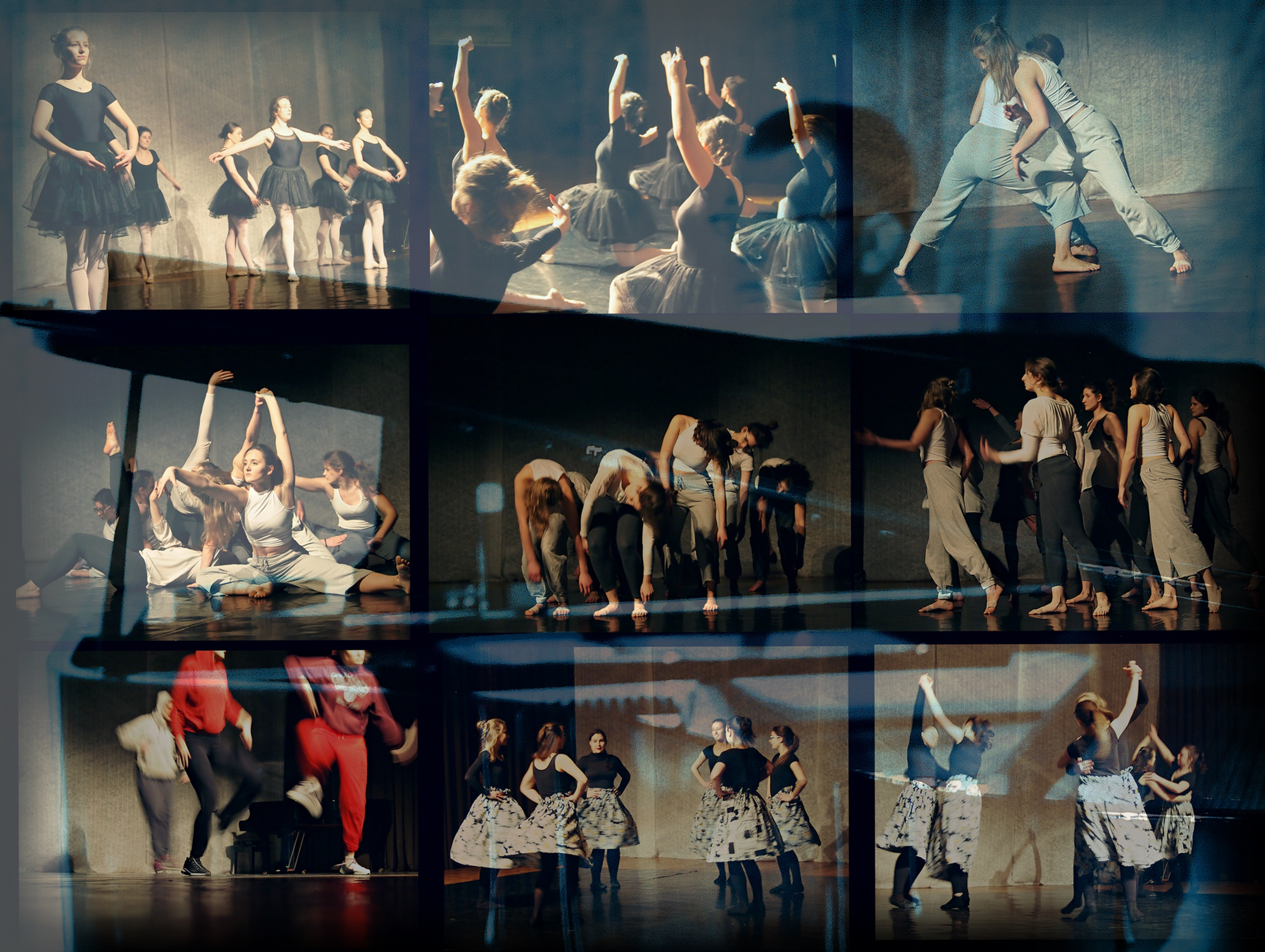

## Opisy kierunków

### Animator czytelnictwa.

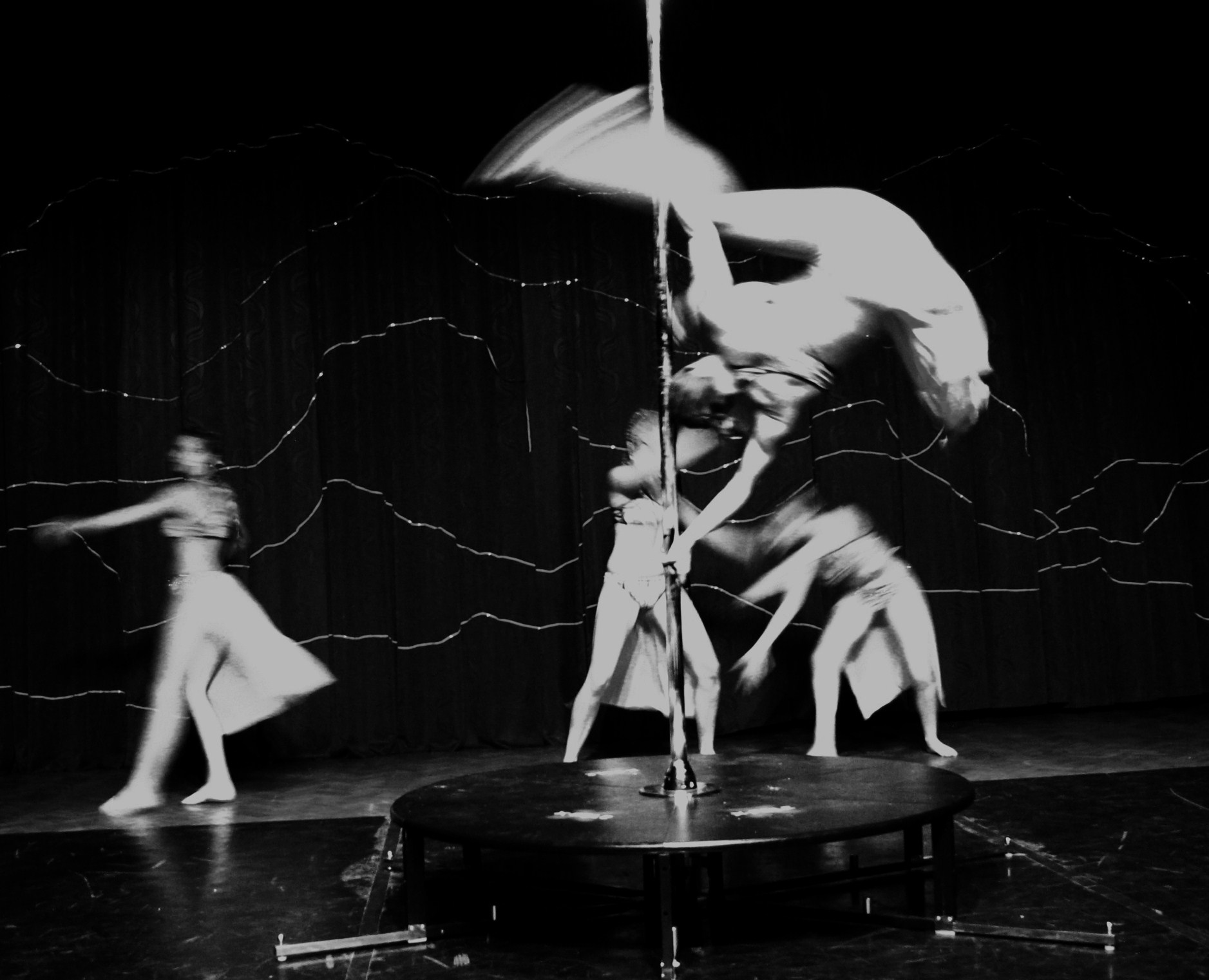

Jest przygotowywany do pracy zawodowej z wykorzystaniem nowych sposobów czytania oraz nowatorskich form pracy z książką, łącząc tradycjonalizm z nowymi technologiami. Posiada szeroką wiedzę z zakresu czytelnictwa jako procesu i zjawiska społecznego, literatury, zna podstawy biblioterapii i bajkoterapii oraz funkcjonowania rynku wydawniczego i bibliotek. Zna postawy marketingu i pracy z kamerą. Potrafi stworzyć projekt dla danej grupy społecznej, ubiegać się o środki na jego realizację i zarządzać projektem społeczno-kulturalnym.

### Animator działań teatralnych.
Jest przygotowywany do pracy zawodowej z wykorzystaniem technik teatralnych z różnymi grupami społecznymi w środowisku lokalnym. Potrafi powołać i prowadzić amatorską grupę teatralną, projektować i prowadzić warsztaty teatralne w oparciu o pracę z ciałem i głosem, tworzyć i realizować scenariusz teatralny w formie działania artystycznego, edukacyjnego, animacyjnego. Posiada szeroką wiedzę z historii teatru i dramatu, dotyczącą form oraz głównych elementów budujących działanie performatywne (spektakl teatralny, performans, widowisko, koncert, happening), z zakresu aktualnych estetyk oraz strategii artystycznych obowiązujących we współczesnych sztukach performatywnych. Potrafi stworzyć projekt dla danej grupy społecznej, ubiegać się o środki na jego realizację i zarządzać projektem społeczno-kulturalnym.

### Animator tańca.

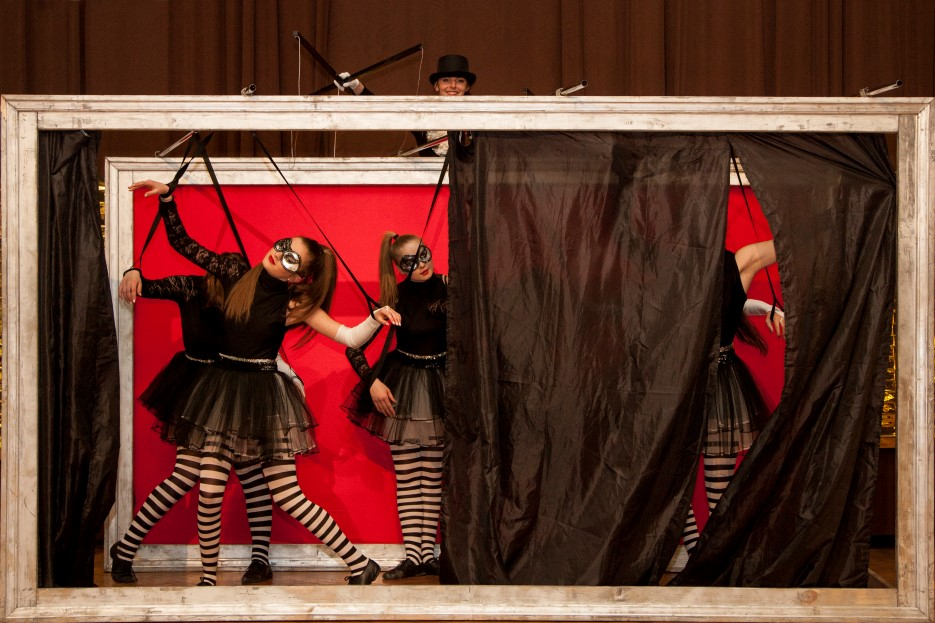

Jest przygotowywany do pracy zawodowej z wykorzystaniem technik tanecznych z różnymi grupami społecznymi w środowisku lokalnym. Potrafi powołać i prowadzić grupę taneczną, projektować i prowadzić warsztaty taneczne, zgodnie z zasadami reżyserii i kompozycji tańca samodzielnie przygotować choreografię według własnego pomysłu, zaplanować i zrealizować wydarzenie – warsztaty taneczne, widowisko taneczne, turniej tańca itp. – w skali lokalnej i ogólnopolskiej. Posiada szeroką wiedzę dotyczącą różnych technik i stylów tanecznych (m.in.: balet klasyczny, jazz, taniec ludowy, hip hop). Potrafi stworzyć projekt dla danej grupy społecznej, ubiegać się o środki na jego realizację i zarządzać projektem społeczno-kulturalnym.

### Animator fotografii.
Jest przygotowany do prowadzenia indywidualnej działalności zawodowej oraz profesjonalnej aktywności artystycznej, a także podjęcia pracy w sektorze kultury w charakterze animatora działań artystycznych, kulturalnych i edukacyjnych. Może realizować własne projekty zawodowe oraz artystyczne, korzystając z umiejętności warsztatowych, technologicznych i technicznych w obszarze fotografii i multimediów.

### Animator działań arteterapeutycznych.
Jest przygotowywany do pracy zawodowej z wykorzystaniem sztuki, procesu twórczego w autoekspresji, pomagając w ten sposób ludziom rozwiązywać problemy i konflikty, rozwijać umiejętności interpersonalne, kierować własnym zachowaniem, redukować stres, podnosić samoocenę i samoświadomość. Potrafi działać na rzecz reedukacji społeczeństwa wobec osób ze szczególnymi potrzebami oraz uzmysłowić i rozwijać mocne strony tej grupy. Dysponuje podstawową wiedzą z zakresu psychologii, socjologii, pedagogiki, rehabilitacji. Zna podstawy języka migowego, jego działania skupiają się wokół szeroko rozumianej sztuki, wykorzystując techniki plastyczne, biblioterapii, filmoterapii, muzykoterapii, choreoterapii. Potrafi stworzyć projekt dla danej grupy społecznej, ubiegać się o środki na jego realizację i zarządzać projektem społeczno-kulturalnym.

### Animator działań filmowych.
Jest przygotowywany do pracy zawodowej z wykorzystaniem technik filmowych z różnymi grupami społecznymi w środowisku lokalnym. Potrafi przeprowadzić warsztaty filmowe z zakresu praktyki realizacyjnej lub w postaci dyskusyjnego klubu filmowego dla danej społeczności lokalnej, posługując się zdobytą wiedzą na temat historii filmu polskiego i światowego, wiedzą o kinematografiach współczesnych, gatunkach filmowych oraz warsztatem realizatora filmowego. Potrafi obsługiwać podstawowy sprzęt filmowy i fotograficzny, zna proces powstawania scenariusza filmowego, umie zrealizować i skomponować krótkie formy filmowe i telewizyjne, a następnie je zmontować. Umie organizować eventy i festiwale filmowe oraz spotkania z twórcami propagując film jako dziedzinę przewodnią. Posiada wiedzę dotyczącą technik filmowych oraz historii filmu i budowy scenariusza filmowego. Potrafi stworzyć projekt dla danej grupy społecznej, ubiegać się o środki na jego realizację i zarządzać projektem społeczno-kulturalnym.

## Dyrektorzy[10]i kadra
- 1960 – 1961 mgr Aleksander Kudelski
- 1962 – 1979 dr Zofia Szymandera
- 1979 – 1987 mgr Janina Szumigraj
- 1987 – 2018 mgr Krystyna Hrycyk
- 2018 – 2023 dr Michał Kott
- 2023 - 2024 mgr Ewa Kramarczyk

Kadrę Studium tworzą doświadczeni ludzie kultury, wieloletni praktycy, animatorzy oraz artyści reprezentujący różne dziedziny sztuki: malarze, filmowcy, aktorzy, tancerze, choreografowie, reżyserzy, a także pracownicy naukowi wrocławskich wyższych uczelni.

## Absolwenci
Absolwenci Studium zasilają kadry instytucji kultury. Są wśród nich m.in.: animatorzy kultury, aktorzy, tancerze prowadzący swoje zespoły taneczne, choreografowie, reżyserzy, scenarzyści, filmoznawcy, operatorzy, montażyści filmowi, dyrektorzy teatrów, bibliotek i muzeów, prezesi i członkowie fundacji oraz stowarzyszeń.

## Jednostki działające przy szkole
- Polskie Towarzystwo Biblioterapeutyczne
- Stowarzyszenie Młodych Animatorów Kultury „Smak”
- Studium Trzeciego Wieku
- Teatr „Zielona Latarnia”

## Czasopisma
„Biblioterapeuta” Biuletyn Polskiego Towarzystwa Biblioterapeutycznego. W latach 1998–2018 kwartalnik pod red.: mgr Krystyny Hrycyk (red. nacz.), mgr Marii Kulewskiej (korekta), mgr Genowefy Surniak. Od 2020 r. półrocznik pod red. dr hab. Agnieszki Chamery-Nowak (red. nacz.) i dr Lidii Ippoldt. Jest pierwszym w Polsce pismem poświęconym w całości problemom biblioterapii. Zawiera artykuły, sprawozdania, bibliografie, recenzje, scenariusze, wywiady, bajki terapeutyczne, wiersze i opowiadania. Teksty autorów polskich i zagranicznych dotyczą teorii i praktyki biblioterapii..